# Ti Lương
Ti Lương (tiếng Trung: 卑梁) là một phiên thuộc của nước Sở thời Chiến Quốc, ước tọa lạc tại nơi hiện nay là Thiên Trường.

## Lịch sử
Cứ theo Sử ký, Hán thư và đôi chút Tam quốc chí, người Đường ấp là Chuyên Chư vì phò tá Công tử Quang làm tân quân nước Ngô mà phải chết, nên sau khi đăng cơ ông cảm nhớ cái nghĩa khí ấy mà phong cho đích tử (khuyết danh) của Chư làm thượng khanh, lại ban thêm thực ấp ở mạn Nam hồ Cao Bưu, tương truyền là nơi Chuyên Chư thường câu cá làm chả. Chư nguyên thuộc dòng dõi Chuyên Húc, nên các con ông đều mang họ Chuyên. Tam quốc chí khi đả động sơ lược đến lai lịch các địa danh Ngũ Hồ đã lần đầu tiên gọi đất Chuyên là nước (專國). Địa bàn tuy án ngữ vùng Thiên Trường hiện nay nhưng cương vực có thể lớn hơn rất nhiều.
Các cổ thư và huyền tích dân gian Trừ Châu còn kể rõ hơn, Ngô vương vì lo họ Chuyên cậy công mà cát cứ một phương, để trừ hại về sau thì ông đã gả người cháu gái có tư dung diễm lệ tên Yến Cơ (嬿姫) cho, đến Phù Sai lại đem gả hai ái nữ để kiềm chế. Nhờ mối liên hệ khắng khít đó, mỗi khi nước Ngô bị quân Việt tiến công, các chúa Chuyên thường phái thủy binh yểm trợ, điều này còn cho thấy người nước Chuyên rất thạo thủy chiến.

### Tiền Chuyên
Năm 482 TCN, nước Việt đem đại quân công phá được kinh đô Hạp Lư, bức chết vua Phù Sai khiến nước Ngô chóng vánh tiêu vong. Vì đang hội quân với Ngô ở Ngải Lăng nên đất Chuyên cũng bị khốn đốn, may nhờ dựa vào mạng lưới sông hồ chằng chịt mà ít bị người Việt tràn lấn. Sau khi nước Ngô bị diệt hẳn, vua Câu Tiễn ba lần sai binh tướng công kích đất Chuyên nhưng đều xôi hỏng bỏng không mà về, ông cũng nhiều lần khác gửi tặng vật và thư dỗ chúa Chuyên đến chầu, tuy nhiên thảy đều vô hiệu.
Khoảng năm 471 TCN, chúa Chuyên là Ngạo Lăng (專傲夌) xưng đại vương để tỏ ý ngang hàng với vua Việt, lại sai người rào cọc tre trên các triền đê hòng ngừa các cuộc xâm phạm của quân Việt. Nhưng đến đời con (hoặc cháu) ông thấy Chuyên là nước nhỏ bị kẹp giữa hai nước lớn Sở và Việt nên chỉ xưng quốc quân. Vào năm 446 TCN, vua Chuyên là Tỉ (專汜) dâng lên Sở Huệ vương năm con cá chép vàng để xin tùy thuộc, từ đấy nước Việt sợ uy mà không dám quấy quả nữa. Đến năm 445 TCN, Chuyên lại đem chiến đĩnh theo quân Sở phạt nước Kỷ, phá đô thành Kỷ và chiếm được rất nhiều đàn bà. Phu nhân của Kỷ Giản công bị sung làm tì thiếp của vua Tỉ, rồi sinh cho ông người kế vị ngôi quốc chủ là Ca (專牁).

### Ti Lương
Năm 433 TCN, Ca đăng cơ đã định lại quốc danh là Ti Lương, chỉ xưng quả nhân.
Sự am tường của sử ký về giai đoạn này rất sơ sài, có thể vì không nổi lên được sự kiện nào quá đặc biệt. Tuy nhiên theo Thái bình quảng ký và một thư tịch thời Thanh là Dưỡng Chuyết Trai sơ tập, vì cảm lòng hiếu đễ của vua Ca với thân mẫu mà Sở Giản vương mật dụ con cháu rằng "sau ba đời nữa mới lấy hẳn xứ Ti". Tư liệu văn khố Trừ Châu phỏng ước rằng, Ti Lương có lẽ đã suy vong một cách tự nhiên và chính thức nội thuộc Sở vào khoảng năm 333 TCN.
Sách Minh Anh diễm sử của Hải Nguyệt tiên sinh người Tô Châu cuối thời Thanh có kể một giai thoại về ả Vân Kiều vốn là kỹ nữ ở Ngô thành yêu say đắm vị khách phong lưu vốn là vua Chuyên Thang Thức (專湯墄) giả trang. Thang Thức không chỉ tốt mã mà còn là một danh cầm trong thiên hạ, chín ngón đàn của ông đã quyến rũ ả đa tình. Sau vì vua trở bệnh mà mất, ả đau khổ mà hóa thành cá chép vàng đi tìm người yêu dấu. Truyện sau được một nhân vật khuyết danh soạn thành hí kịch công diễn tại các hí trường Thượng Hải suốt thập niên 1940.

### Hậu Chuyên
Nước Sở chiếm xong đất Ti Lương có lẽ đã phái quan cai trị từ xa đến, nhưng họ Chuyên vẫn được hưởng lộc ấp như cũ. Khoảng cuối thế kỷ III TCN, sau khi Sở đã bị nhà Tần diệt, người Ti Lương là Hi Hòa (僖和) thừa nhà Tần rối loạn vì khởi nghĩa Trần Thắng - Ngô Quảng đã chiêu dụ dân cùng thôn tái lập nước Ti Lương, lại tuyên bố là hậu duệ Chuyên Ca, nhân đấy mà làm vua và cũng xưng quốc quân. Sử ký nhà Đường tạm đặt là Hậu Ti Lương hoặc Hậu Chuyên. Có lẽ vì Hậu Ti Lương quá nhỏ yếu nên bị các sứ quân khác triệt hạ, nhưng điều chắc chắn là thực thể này tồn tại không được bao lâu. Giai đoạn này, Tam quốc chí chỉ coi Ti Lương là một sứ quân phút chốc nổi lên rồi bị dẹp ngay.

## Quốc quân
Nước Ti Lương tồn tại từ 471 TCN đến 333 TCN, có thảy 9 quân chủ đều mang họ Chuyên và thêm 1 vị tự xưng, tuy nhiên lai lịch mỗi người đều ít nhiều sai lạc do thiếu dữ kiện lịch sử.